# Hybanthus verbenaceus
Hybanthus verbenaceus là một loài thực vật có hoa trong họ Hoa tím. Loài này được (Kunth) Loes. mô tả khoa học đầu tiên năm 1903.